# Pedja
Die Pedja (estnisch Pedja jõgi; russisch Педья) ist ein linker Nebenfluss des Emajõgi in Estland.
Der Pedja jõgi ist der viertlängste Fluss in Estland. Er entspringt im Höhenzug Pandivere nahe dem Dorf Simuna (Gemeinde Väike-Maarja im Kreis Lääne-Viru). Er mündet in den Fluss Emajõgi.
Der Pedja jõgi ist 122 km lang. Sein Einzugsgebiet umfasst 2710 km². Der Fluss legt ein Gefälle von 69,3 m zurück.
Sein wichtigster rechter Nebenfluss ist der Pikknurme jõgi. Weitere Zuflüsse sind Onga, Kaave und Umbusi.